# Prix Berwick
Pour les articles homonymes, voir Berwick.
Le prix Berwick et le prix Senior Berwick sont deux prix décernés en alternance chaque année par la London Mathematical Society en mémoire de William Edward Hodgson Berwick (en), ancien vice-président de la LMS. Berwick a légué de l'argent à la société pour créer les deux prix. Sa veuve Daisy May Berwick a remis cet argent à la société qui a créé les prix, d'abord le premier prix Senior Berwick en 1946 et le premier prix Junior Berwick l'année suivante. Les prix sont décernés « en reconnaissance d'un travail reconnu en recherche mathématique […] publié par la Société » dans les huit ans qui précèdent l'attribution.
Le prix Berwick était appelé prix Junior Berwick jusqu'en 1999, et porte son nom actuel depuis 2001.

## Lauréats du prix Senior Berwick
- 1946 : Louis Mordell
- 1948 : J. H. C. Whitehead
- 1950 : Kurt Mahler
- 1952 : W. V. D. Hodge
- 1954 : Harold Davenport
- 1956 : Edward Charles Titchmarsh
- 1958 : Philip Hall
- 1960 : John Edensor Littlewood
- 1962 : Graham Higman
- 1964 : Walter Hayman
- 1966 : Frank Bonsall
- 1968 : George Leo Watson
- 1970 : Alfred Goldie
- 1972 : Richard Rado
- 1974 : Paul Cohn
- 1976 : Albrecht Fröhlich
- 1978 : E. M. Wright
- 1980 : Christopher Hooley
- 1982 : John Griggs Thompson
- 1984 : James Alexander Green
- 1986 : G. Peter Scott
- 1988 : David Epstein
- 1990 : Nigel Hitchin
- 1992 : James Eells
- 1994 : Andrew Ranicki
- 1996 : Roger Heath-Brown
- 1998 : E. Brian Davies
- 2000 : John Toland
- 2002 : Jeremy Rickard
- 2004 : Boris Zilber
- 2006 : Miles Reid
- 2008 : Kevin Buzzard
- 2010 : Dusa McDuff
- 2012 : Ian Agol
- 2014 : Daniel Freed, Michael J. Hopkins et Constantin Teleman
- 2016 : Keisuke Hara, Masanori Hino
- 2018 : Marc Levine
- 2020 : Thomas Hales
- 2022 : John Greenlees et Brooke Shipley
- 2024 : Christopher J. Bishop

## Lauréats du prix Berwick
- 1947 : Arthur Geoffrey Walker
- 1949 : Lionel Cooper
- 1951 : David Bernard Scott
- 1953 : Douglas Northcott
- 1955 : Walter Hayman
- 1957 : Claude Rogers
- 1959 : Ioan James
- 1961 : Michael Atiyah
- 1963 : Frank Adams
- 1965 : C. T. C. Wall
- 1967 : John Kingman
- 1969 : Graham Allan
- 1971 : John Horton Conway
- 1973 : David G. Larman
- 1975 : Richard G. Haydon
- 1977 : George Lusztig
- 1979 : Robert Charles Vaughan
- 1981 : Roger Heath-Brown
- 1983 : David H. Hamilton
- 1985 : Charles J. Read
- 1987 : Peter Linnell
- 1989 : G. R. Robinson
- 1991 : William Crawley-Boevey
- 1993 : Trevor Wooley
- 1995 : John Greenlees
- 1997 : Dugald Macpherson
- 1999 : David Burns
- 2001 : Marcus du Sautoy
- 2003 : Tom Bridgeland
- 2005 : Iain Gordon
- 2009 : Joseph Chuang et Radha Kessar
- 2015 : Pierre-Emmanuel Caprace et Nicolas Monod[6]
- 2017 : Kevin Costello
- 2019 : Clark Barwick[7]
- 2021 : Ailsa Keating[8]
- 2023 : Jian Ding and Ewain Gwynne